# Tadeusz Huciński
Tadeusz Huciński (Bytom, 23 gennaio 1949 – Danzica, 4 marzo 2021) è stato un allenatore di pallacanestro polacco.

## Carriera
Ha guidato la Polonia a due edizioni dei Campionati mondiali (1983, 1994) e a cinque dei Campionati europei (1983, 1985, 1987, 1991, 1993).